# Galatia Church
 (septembre 2020).
Pour les articles homonymes, voir Galatia.
La Galatia Church est une église américaine dans le comté de Baxter, dans l'Arkansas. Construit en 1886, cet édifice méthodiste est inscrit à l'Arkansas Register of Historic Places depuis le 1er août 2018 et au Registre national des lieux historiques depuis le 8 septembre 2020.